# Horam
Horam is een civil parish in het bestuurlijke gebied Wealden, in het Engelse graafschap East Sussex met 2642 inwoners.